# 戰鬥機總監
戰鬥機總監（德語：Inspekteur der Jagdflieger'，後改為「戰鬥機兵種司令」（General der Jagdflieger））是納粹德國空軍的一個1941年8月7日創建的職位，負責戰鬥機部隊的戰備、訓練和戰術監督，並無作戰指揮權。

## 歷任
| 1935年8月1日   | – | 1936年4月20日  | 戰鬥機總監 羅伯特·馮·格萊姆中校      |
| 1938年4月1日   | – | 1939年1月31日  | 戰鬥機總監 布鲁诺·勒尔策少將         |
| 1939年2月1日   | – | 1940年6月4日   | 戰鬥機總監 威爾納·雅克上校           |
| 1940年12月19日 | – | 1941年8月5日   | 戰鬥機總監 庫爾特-博朗·馮·多爾林少將 |
| 1941年8月7日   | – | 1941年11月22日 | 戰鬥機兵種司令 威爾納·莫德士上校     |
| 1941年12月5日  | – | 1945年1月31日  | 戰鬥機兵種司令 阿道夫·加蘭特中將     |
| 1945年1月31日  | – | 1945年5月8日   | 戰鬥機兵種司令 戈登·戈洛布上校       |